# 산디스 오졸린슈
산디스 오졸린슈(라트비아어: Sandis Ozoliņš, 러시아어: Са́ндис Э́двинович О́золиньш 산디스 예드비노비치 오졸린시[*], 1972년 8월 3일~)는 라트비아의 아이스하키 선수, 지도자로 현역 시절 포지션은 수비수이다. 대부분의 선수 생활을 북아메리카에서 보냈으며, 내셔널 하키 리그(NHL) 올스타에 7회 선정되었고, 콜로라도 애벌랜치 소속 시절에 스탠리컵에서 1회 우승했다.

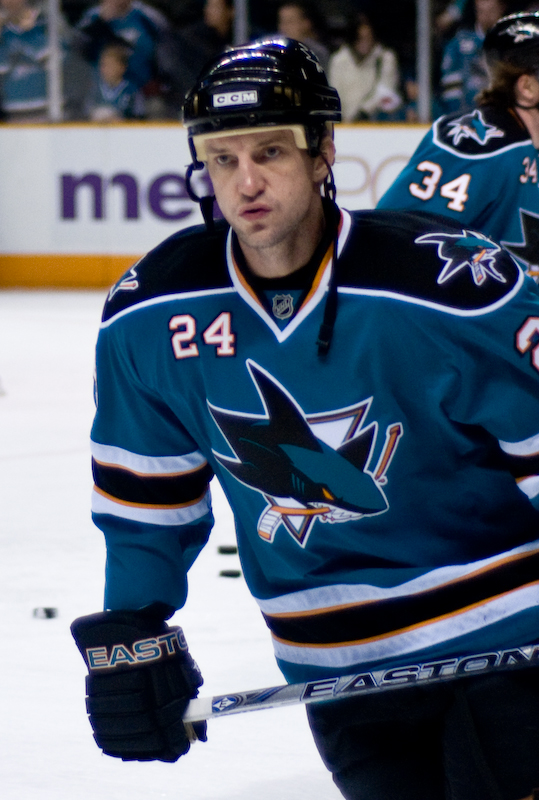
2008년 산호세 샤크스 소속 시절의 오졸린슈